# Тен Слип (Вајоминг)
Тен Слип (енгл. Ten Sleep) град је у америчкој савезној држави Вајоминг.

## Демографија
По попису из 2010. године број становника је 260, што је 44 (-14,5%) становника мање него 2000. године.
| Група             | 2000.       | 2010.       |
| Белци             | 300 (98,7%) | 252 (96,9%) |
| Афроамериканци    | 0 (0,0%)    | 0 (0,0%)    |
| Азијати           | 0 (0,0%)    | 1 (0,4%)    |
| Хиспаноамериканци | 2 (0,7%)    | 2 (0,8%)    |
| Укупно            | 304         | 260         |